# 358 Apolonija
358 Apolonija (mednarodno ime je 358 Apollonia) je asteroid v glavnem asteroidnem pasu. 

## Odkritje
Asteroid je odkril francoski astronom Auguste Charlois ( 1864 – 1910) 8. marca 1893 v Nici.. 
Poimenovan je po Apoloniji, starogrški koloniji v Iliriji (država antičnih Ilirov).

## Lastnosti
Asteroid Apolonija obkroži Sonce v 4,88 letih. Njegova tirnica ima izsrednost 0,148, nagnjena pa je za 3,551° proti ekliptiki. Njegov premer je 89,45 km .